# Edison Carneiro
Edison de Souza Carneiro, né le 12 août 1912 à Salvador et mort le 2 décembre 1972 à Rio de Janeiro, est un écrivain brésilien, spécialisé dans les thèmes afro-brésiliens.

## Biographie
Il est l'un des plus grands ethnologues brésiliens, engagé dans les études sur la culture afro-brésilienne. Il est militant du Parti communiste brésilien (PCB) à partir des années 1930.

## Publications
- (pt) Religiões Negras, Rio de Janeiro, Editora Civilização Brasileira, 1936, 1963
- (pt) Negros Bantos, Rio de Janeiro, 1937, Editora Civilização Brasileira
- (pt) O Quilombo dos Palmares, São Paulo, 1947, 1958, Editora Brasiliense
- (pt) Castro Alves, 1947, 1958
- (pt) Candomblés da Bahia, Salvador, Editora do Museu do Estado da Bahia, 1948
- (pt) Antologia do Negro Brasileiro, Porto Alegre, Editora Globo, 1950
- (pt) A Cidade do Salvador, 1954
- (pt) A Conquista da Amazônia, 1956
- (pt) A Sabedoria Popular, 1957
- (pt) Insurreição Praiana, 1960
- (pt) Samba de Umbigada, Ministério da Educação e Cultura, Rio de Janeiro, 1961